# Euneomys chinchilloides
Euneomys chinchilloides är en däggdjursart som först beskrevs av Waterhouse 1839.  Euneomys chinchilloides ingår i släktet patagoniska chinchillamöss och familjen hamsterartade gnagare. IUCN kategoriserar arten globalt som otillräckligt studerad. Inga underarter finns listade.

## Utbredning
Denna gnagare förekommer i södra Sydamerika i Argentina och Chile och i Eldslandet. Habitatet utgörs av stäpper och skogar. Skogarna domineras av sydbok (Nothofagus antarctica).

## Utseende
Arten har i princip samma storlek och utseende som andra patagoniska chinchillamöss. Den godkänns som art på grund av avvikande detaljer av skallens och tändernas konstruktion. Till exempel finns en ränna på framsidan av de övre framtänderna. Några individer hade en vit punkt på näsan. Dessutom har Euneomys chinchilloides ofta en kraftig pälsfärg. Undersökningar av djurens mitokondriella DNA indikerar att Euneomys petersoni är ett synonym till Euneomys chinchilloides.
Pälsen är hos Euneomys chinchilloides mörkgrå på ovansidan och vid olika ställen förekommer inslag av svart eller rödbrun. Undersidan är täckt av ljusgrå till ljusbrun päls. Svansen bär många hår och den har en ljusare undersida. Som kontrast förekommer svarta öron och vita till krämfärgade fötter.
Olika exemplar som hittades i nordvästra Argentina hade en vikt av cirka 85 g, en svanslängd av lite över 6,5 cm, ungefär 2,5 cm långa bakfötter och cirka 2 cm stora öron. Andra individer från Eldslandet var utan svans 10 till 14 cm långa.

## Ekologi
En kull utgörs av 4 till 8 ungar.